# Ricardo Londoño
Ricardo Londoño-Bridge (Medellín, 8 augustus 1949 - 18 juli 2009) is een voormalig Formule 1-coureur uit Colombia. In 1981 wilde hij meedoen aan een Grand Prix, de Grand Prix van Brazilië voor het team Ensign, maar omdat hij geen zg. superlicentie kreeg mocht hij niet trainen en racen. Hij werd in juli 2009  samen met twee anderen doodgeschoten in het Noord-Colombiaanse departement Córdoba.